# 欅のキセキ/日向のアユミ
『欅のキセキ/日向のアユミ』（けやきのキセキ/ひなたのアユミ、略称：ケヤキセあるいはヒナアユ）は、enishより配信されていたスマートフォン向けゲームアプリ。2017年10月18日サービス開始。
内容は櫻坂46（欅坂46）、日向坂46（けやき坂46）を題材としたドキュメンタリーライブパズルゲーム。基本プレイ無料で、アイテム課金が存在する。Android、iOS対応。2020年4月23日まで、Yahoo!ゲーム提供によるPC版も配信されていた。
2021年8月31日をもってサービスを終了。

## ゲーム内容
プレイヤーが欅坂46、日向坂46のマネージャーとなって、メンバーとともに成長していくパズルゲーム。
パズルゲームはスワイプとコンボ（連鎖）を掛け合わせたスタイルが採用され、盤面に並んだ5色の宝石から同色の宝石をつなげて消していく。ゲーム内では欅坂46メンバーや日向坂46メンバーがちびキャラやカードとなって登場する。
パズルゲームで使用するカードには欅のキセキ専用の撮り下ろし写真が使用され、条件を達成すると欅坂46メンバーや日向坂46メンバーとの親密度が上昇し、オリジナル限定ムービーを視聴できるようになる。
ゲーム内では定期的に期間限定イベントも開催され、ランキング上位を獲得すると欅坂46メンバーや日向坂46メンバーによる直筆サイン入りTシャツ、直筆メッセージカード、デジタルサイン入りオリジナルフォト、オリジナルボイス、欅坂46や日向坂46のイベント招待状などの賞品がプレゼントされる。

## ストーリー・設定
ストーリーは、欅坂46のオーディションが開催された2015年から収録されている。ゲームタイトルの「キセキ」には、欅坂46が今まで起こしてきた奇跡、デビューからこれまでの軌跡の2つの意味が込められており、それらのキセキを辿るべく、
- メインストーリー - 欅坂46の軌跡を追いかけるストーリー[13]。
- メンバーストーリー - プレイヤーとメンバーが信頼関係を築いていくストーリー[13]。
- カードストーリー - 衣装に関するストーリー[13]。
- グループストーリー - 欅坂46メンバー同士のストーリー[13]。

の4種、合計1,800話が収録されている。

### キャラクター
2021年3月15日現在、発表されているメンバー
- 櫻坂46（2020年11月13日までは欅坂46）[3]
  - 上村莉菜、尾関梨香、小池美波、小林由依、齋藤冬優花、菅井友香、土生瑞穂、原田葵、守屋茜、渡辺梨加、渡邉理佐、井上梨名、関有美子、武元唯衣、田村保乃、藤吉夏鈴、松田里奈、森田ひかる、山﨑天
- 日向坂46（2019年2月10日まではけやき坂46）[3]
  - 潮紗理菜、影山優佳、加藤史帆、齊藤京子、佐々木久美、佐々木美玲、高瀬愛奈、高本彩花、東村芽依、金村美玖、河田陽菜、小坂菜緒、富田鈴花、丹生明里、濱岸ひより、松田好花、宮田愛萌、渡邉美穂、上村ひなの
- 卒業対応済み（欅坂46 / 櫻坂46）
  - 石森虹花、今泉佑唯、織田奈那、佐藤詩織、志田愛佳、鈴本美愉、長沢菜々香、長濱ねる、平手友梨奈、松平璃子、米谷奈々未
- 卒業対応済み（日向坂46）
  - 井口眞緒、柿崎芽実

## 開発
- サウンドプロデューサー：秋元康[14]
- ディレクター：公文善之[15]

## 評価
ゲームアプリは、2017年10月18日の配信開始前から事前登録者数25万人を突破し、配信開始後、ダウンロード数は同月20日に100万、同月25日に150万、11月13日に200万、2018年1月24日に250万、2018年4月26日に300万、2019年4月4日に400万を突破した。

## CM
- 私たちは進んでいく 編（2017年10月25日） - 菅井友香、渡辺梨加、渡邉理佐[21]。
- みんなに出会えて良かった 編（2017年10月25日） - 菅井友香、長濱ねる、渡辺梨加、渡邉理佐[21]。
- 遊んでみた 編（2017年10月25日） - 菅井友香、長濱ねる、守屋茜、渡辺梨加、渡邉理佐[21]。